# 中野裕理
中野 裕理（なかの ゆり）は、日本の女優。東京都出身。フリーランス。
舞台を中心に活躍。演出・振付もこなし、MCも含めマルチな活動を行っている。

## 略歴
幼少より始めたピアノや、15歳よりモダンバレエとシアタージャズを学ぶ。
昭和音楽大学ミュージカル学科に進み、ダンスや声楽を中心に学ぶ。
2003年より、宮城陽亮主宰のDMFに所属し、演劇界で活動を行うこととなる。
DMFに所属後はDMF全ての作品に出演し、それと合わせて振付も行うようになり、団体以外の振付も担当するようになる。
2013年1月より、株式会社トキエンタテインメントに所属。2020年12月、株式会社トキエンタテインメントを退所。
2015年から自身の企画・演出・振付作品「隣の子きのこちゃん」の公演を始める。2016年以降、「隣のきのこちゃん Part2～5」を上演している。
2021年に企画団体「mediterranean lily and fever(通称：メディリリ)」を設立。
2023年4月に行われた 第１回カンゲキ大賞 で メディリリで 企画・プロデュースした舞台「7DAYS-特殊能力捜査班-」が大賞を受賞した。
2025年に 中野裕理Ｘ梅田悠Ｘエリザベス・マリー で【yumerry】を結成。「女性は愛で自在に変化する」をテーマに活動を開始。
　yumerryは、2025年6月に ノンバーバル歌&ダンス公演「シグナリズム」を上演した。

## 出演作品

### 映画
- グラフィティ!!（2014年1月） - 小野寺美潮 役
- 神と恩送り、（2024年4月） - 杉野三九 役[1][2]

### 舞台
2003年
- Dear My Friend vol.07 「the Second you Sleep」（10月）

※以下「DMF」作品参照：DMF Official Website/DMFのあゆみ
2004年
- Dear My Another vol.02 「駆け込み訴え」（1月）
- Dear My Friend vol.08 「Windy Town」（5月）
- Dear My Friend vol.09 「山茶花〜さざんか〜」（11月）

2005年
- Dear My Friend vol.10 「Oasis〜キカイ仕掛けの砂の街〜」（3月）
- Dear My Friend vol.11 「WEST八百八町」（8月）
- まめチャンネル 「すくらぶ」（10月）
- Dear My Friend vol.12 「LAST SMILE」（11月）
- 30-DELUX 「BIRDS」（12月）

2006年
- Dear My Friend vol.13 「SLeeVe〜スリーヴ〜」（4月）
- スタジオクリエイト 「SPARKLING」（6月）
- 表現部落 「放送できないエンターテイメントショー」（6月）
- Swanky Rider 「危険な法律の施行」（8月）
- ダムダム弾団 「芥」（9月）
- DMF vol.01 「メイカ」（11月）

2007年
- bpm 「QUICK DRAW」（1月）
- DMF vol.02 「メトロノウム」（4月）
- DMF vol.03 「FROG 新撰組寄留記」（9月）
- FLIPLIP「青春ガチャン」（12月、新宿シアターブラッツ）

2008年
- パラノイア・エイジ 「四神伝」（1月、シアターVアカサカ）
- DMF vol.04 「SLeeVe RefRain」（3月）
- ミズキ事務所プロデュース公演vol.2 「止むにやまれず。」（4月、俳優座劇場） ※アンサンブル
- and soon 「しあわせの支度」（8月、中目黒ウッディーシアター）
- DMF vol.05 「ラーバルメモリ〜larval Memory〜」（9月）
- 裏長屋マンションズ 「8.12 絆」（11月、）シアター代官山
- 「キラキラメリーガール」（12月）

2009年
- 「L∀ST GARDEN」（1月） - 少女：アンナ 役
- DMF vol.06 「ピューパルメモリ〜Pupal Memory〜」（2月） - 怪党：スズメ 役
- 「アワセルカガミ」（4月） - 幸恵 役
- 「音楽舞闘会黒執事」（6月、池袋サンシャイン劇場） - 民民 役
- DMF vol.07 「山茶花〜さざんか〜」（8月、中野ザ・ポケット） - つばき 役
- 「裏長屋マンションズ井戸端公演」（10月、シアター代官山） - 英子 役
- DMF vol.08 「イマーゴメモリ」（12月、新宿スペース107） - スズメ 役

2010年
- 「北枕動物園へようこそ〜阿片の唄〜」（1月30日 - 2月7日、高田馬場ラビネスト） - 重田ちい子 役
- 「汝、知り初めし逢魔が刻に...」（3月、笹塚ファクトリー）
- 「SLeeVe〜スリーヴ」（4月22日 - 25日、アトリエフォンティーヌ） - 豆腐小僧 役
- 「青面獣楊志」（6月23日 - 27日、中目黒キンケロ・シアター）
- 「FROG-新撰組Jade Keeper-」（9月8日 - 12日、新宿スペース107） - みとせ 役
- 「oasis」（12月7日 - 12日、池袋シアターグリーン）

2011年
- 「テガミ」（1月6日 - 11日、萬劇場）
- 「真夏の夜の夢」（2月24日 - 3月1日、池袋シアターグリーンBASE THEATER）
- 「れでぃごう!」（4月15日 - 16日、せんがわ劇場）
- 「リライト」（5月19日 - 22日、アルシェ）
- 「エレキ私立ゆかさや学園」（7月15日・24日、田町Studio Cube326）
- アリスインプロジェクト「ハルモニアガーデン[4]」（8月10日 - 14日、シアターKASSAI） - 羽鳥かなめ 役
- 「フィルムスター」（9月22日 - 26日、中目黒キンケロ・シアター）
- 「エレキ私立さきあい学園」（10月14日、亀戸yanagi / 15日、新宿LRD）
- 「メカトロニクス」（11月16日 - 20日、SPACE雑遊）
- 「VERY MERRY Xmas」（11月30日 - 12月4日、萬劇場）

2012年
- ソラリネ。#1.5「ニンギョヒメ」（1月10日 - 15日、上野ストアハウアス）
- 「ウォルターミティにさよなら」（2月22日 - 26日、横浜相鉄本多劇場）
- 「いろは」（5月30日 - 6月3日、上野ストアハウス）
- 「Dream」（7月24日 - 30日、恵比寿・エコー劇場）
- 「最後の五人のアッコちゃんから、一人の新たなひみつのアッコちゃんへ」（9月19日 - 23日、新宿シアターブラッツ）
- 「ウォルター・ミティにさよなら 再演」（10月20日 - 21日、サンリオピューロランド内 ディスカバリーシアター / 10月26日 - 11月3日、横浜相鉄本多劇場）
- 「BASARA」（12月12日 - 16日、全労済ホール スペースゼロ）

2013年
- ENG vol.01 「SLeeVe〜スリーヴ〜」（4月25日 - 29日、横浜相鉄本多劇場） - 豆腐小僧 役

※以下「ENG」作品参照：ＥＮＧ公式
- トキエンタテインメント「踊るOH!遊戯[6]」（7月11日 - 15日、横浜相鉄本多劇場） - 伊藤陽子 役
- 朝倉薫演劇団「遥かなるミドルガルズ[7]」（8月21日 - 25日、新宿シアターブラッツ） - 湯川佑 役
- 「ウォルター・ミティにさよなら2013」（10月27日 - 11月4日、横浜相鉄本多劇場） - レイコ 役

2014年
- 「僕と幻の図書館。」（2月12日 - 17日、中野テアトルBONBON） - エスタ 役（主演）
- 姫君 vol.5 「Freak box -the:FINAL-」（6月25日 - 29日、池袋シアターグリーンBOXinBOX THEATER） - アビー 役
- ENG vol.02 「THRee’S[スリーズ]」（9月10日 - 15日、笹塚ファクトリー） - 小龍（シャウロン）役
- 企画演劇集団ボクラ団義 vol.15 「シカク」（12月18日 - 28日、サンモールスタジオ） - 吉村愛佳 役

2015年
- tokinoko presents 「隣のきのこちゃん」（2月5日 - 8日、上野ストアハウス） - 薫子 役、他 / 企画、演出、振付
- 「とりあえずコレで。」（2月22日 - 3月8日、Gフォース アトリエ）
- 「Rainy Blue」（4月24日 - 27日、戸野廣浩司記念劇場） - 浦上春江 役
- DMF/ENG提携公演 vol.1 「LAST SMILE ラストスマイル」（7月22日 - 27日、池袋シアターグリーンBIG TREE THEATER） - シャオロウ 役
- 企画演劇集団ボクラ団義 vol.16 「時をかける206号室」（8月19日 - 30日、池袋シアターグリーンBIG TREE THEATER） - 泣き顔の妻 役
- ENG vol.03 「関ヶ原で一人 〜lonely SEKIGAHARA〜」（9月30日 - 10月4日、六行会ホール） - マチ 役
- 「舞台版 天誅-2015」（10月21日 - 25日、六行会ホール） - 菊姫侍女：松 役
- 「時の流れは加速する。」（11月3日 - 8日、池袋シアターグリーンBOXinBOX） - 少年アマテル 役
- アリスインプロジェクト「ハイスクールミレニアム2015[8]」（12月16日 - 20日、六行会ホール） - 興松千鶴 役

2016年
- 「レプリカ」（1月13日 - 17日、笹塚ファクトリー） - 川口瑞穂 役
- 「Watson / Holmes」（2月3日 - 7日、八幡山ワーサルシアター） - エマ 役
- ENG vol.04「Second you sleep 〜セカンドユースリープ〜」（5月18日 - 23日、上野ストアハウス） - クイナ 役
- 「タンペン。5月号」（5月28日 - 29日、ART THEATER かもめ座）
- 「Re:」あのこがハジケる感謝祭（6月18日 - 19日、Cafe&Bar 木星劇場）
- UDA☆MAP「ヅカヅカ☆ルネッサンス」（7月6日 - 11日、シアターKASSAI） - 王国の名家キャノーラ家の叔母：キャノーラ・ベルメタック・ヌ・ギュッギューニ 役
- 黒雪構想 「シェリングフォード・ホームズの論理的推論〜第二楽章 who is ripper?〜」（7月21日 - 25日、APOCシアター） - ミランダ･メイスフィールド 役
- DMF/ENG提携公演 vol.2 「SLeeVe-RefRain 〜スリーヴ・リフレイン」（8月17日 - 22日、六行会ホール） - 豆腐小僧 役
- ENG vol.05 「バックトゥ ザ 舞台袖 〜The stagewing of THRee’S〜」（9月23日 - 10月2日、池袋シアターグリーンBIG TREE THEATER） - 鈴木ベベ 役
- 黒雪構想 「偉魔神殲滅兵器SUNOVELIA〜七人のパイロット候補生〜 子守唄-lullaby-」（10月14日 - 18日、APOCシアター） - 月宮カオル 役
- tokinoko presents「隣のきのこちゃんpart3〜マルナゲドン〜」（2016年12月28日 - 2017年1月5日、池袋・シアターKASSAI） - さすらい夫婦（嫁） 役

2017年
- d-contents「Re:call」（1月25日 - 29日、中野ザ・ポケット） - 早瀬香織 役
- 黒雪構想「越美鉄道 哀歌-elegy-」（3月22日 - 26日、八幡山ワーサルシアター） - 鬼灯（ほおずき） 役
- ENG vol.06 「メトロノウム」（6月28日 - 7月3日、日暮里d-倉庫） - イナバ 役
- 「Re:Re:」Popping Clipping（7月21日 - 23日、Cafe&Bar 木星劇場）
- UDA☆MAP「新宿☆アタッカーズ2 熱海殺人事件」（8月9日 - 14日、シアターKASSAI） - 六車子（むしゃこ） 役
- 4S企画「THRee’S[スリーズ]」（9月15日 - 24日、CBGKシブゲキ!!） - 母 役
- GRASP UZR第1回公演「えきものがたり」（10月11日 - 15日、シアター・バビロンの流れのほとりにて） - 梨香子 役
- DMF/ENG提携公演 vol.3 「クレプトキング」（11月15日 - 20日、六行会ホール） - マヒナ（間雛） 役

2018年
- ENG vol.07「ロスト花婿」（2018年3月16日 - 25日、池袋・シアターグリーンBIG TREE THEATER） - 大林愛空(めぐ) 役
- Bobjack&隣のきのこちゃん「隣のボブジャックときのこちゃんシアター〜ノッキンオンヘブンズきのこ〜」（2018年5月1日 - 6日、池袋・シアターKASSAI） - 薫子 役、他 / 企画、演出、振付[9]
- 劇団6番シード「TRUSH！」（2018年5月30日 - 6月3日、六行会ホール） - パラピラ・ビュリダミノン様 役
- GRASP UZR第2回公演「雨宿りにコーヒーを」（2018年6月21日 - 26日、新宿・サンモールスタジオ） - リャン 役[10]
- UDA☆MAP「沼田☆フォーエバー」（2018年7月25日 - 8月1日、池袋・シアターKASSAI） - 田沼桜子 役
- 「SaGa THE STAGE ～七英雄の帰還～」（2018年9月21日、戸田市文化会館・10月2日 - 8日、シアター1010・10月17日 - 21日、サンケイホールブリーゼ）- アンサンブル・他[11]
- ツツシレイトライ「ココニイルカラ」（2018年12月26日 - 30日、てあとるらぽう） - シード、モーラ役(2役)

2019年
- tokinoko presents「隣のきのこちゃん4〜すもうでむぼうなかれらは大統領とスモウ?!〜」（2019年2月20日 - 3月3日、両国・本所松坂亭劇場） - 色々とやる 役
- ENG vol.09「Second you sleep 〜セカンドユースリープ〜」（2019年4月17日 - 28日、日暮里d-倉庫） - クイナ 役
- 山下菜美子プロデュース vol.1「漂白剤」（2019年5月14日 - 19日、中野テアトルBONBON） - 一人芝居[12]
- ソラリネ。#25「止むに止まれず！」（2019年6月5日 - 10日、上野ストアハウス）※6/10日替わりゲスト - 鈴原悦子 役[13]
- 黒雪構想「シェリングフォード・ホームズの論理的推論〜第三楽章 a study in crimson〜」（2019年6月26日 - 30日、APOCシアター） - メアリー・メイスフィールド、キャサリン(ミランダ)・メイスフィールド 役[14]
- WBB plus「まわれ！無敵のマーダーケース」（2019年7月23日 - 28日、中野ザ・ポケット） - 成田（劇団員） 役
- DMF/ENG提携公演 vol.5 「LAST SMILE -ラストスマイル-」宙チーム（2019年8月23日 - 9月1日、池袋シアターグリーンBIG TREE THEATER） - 司アキ 役[15]
- 華凜episode.2 「この星にさよならを」（2019年9月12日 - 16日、Studio BLANZ) - 寺田亜季 役
- ENG vol.10「探偵なのに」（2019年10月9日 - 15日、池袋・シアターグリーンBIG TREE THEATER） - キャッツメイ 役
- GRASP UZR短編作品集「GIFT」（2019年11月20日 - 25日、高田馬場ラビネスト） - 東中野裕理子、猫娘、他 役
- tokinoko presents「隣のきのこちゃん5 〜革命VS革命 目指せ男性モブ化計画〜」（2019年12月26日 - 31日、池袋・シアターKASSAI）- 推古天皇 役

2020年
- ACTOR`S TRIBE ZIPANG プロデュース「シーボルト父子伝〜蒼い目のサムライ〜」（2020年8月19日 - 23日、築地本願寺ブディストホール） - 忠志 役（他、ハインリッヒとアレキサンデルの幼年時期 役）
- ツツシニウム #6「ツバメの幸福」（2020年9月9日 - 13日、キーノートシアター） - 母親 役
- DMF/ENG vol.7「ハイドクナイフ[16]」（2020年10月7日 - 11日、六行会ホール） - 北辰辰水 役[17]
- ENG vol.12「ほんとうにかくの？」（2020年12月23日 - 28日、池袋・シアターグリーンBIG TREE THEATER） - 根津田亜美 役[18]

2021年
- ENG vol.13「missing〜強がり彼氏と食べちゃう彼女〜」（2021年3月10日 - 14日、六行会ホール） - ミシェル・エリー 役[19]
- feather stage「THE END OF 通勤急行大爆破[20]」Aチーム（2021年5月29日 - 6月6日、池袋・シアターKASSAI） - 津島幾重 役
- 長谷川太郎 presents＃2「Square」（2021年6月15日 - 20日、（エビスSTARバー）- チハル 役
- DMF/ENG提携公演 vol.6 『クレプトキング　月を見ていたかった兎[21]』（2021年10月29日 - 11月7日、池袋・シアターグリーンBIG TREE THEATER） - マヒナ（間雛） 役
- メディリリ vol.1 「まむかいのおじさん」（2021年12月24日 - 29日、下北沢ｂ１）- おりょう 役

2022年
- E-Stage Topia プロデュース「東京卍メロス」（2022年1月13日 - 18日、中野ザ・ポケット）- 朱鳥紅桜(関東朱雀組組長) 役[22]
- ENG vol.15「ロスト花婿」（2022年年6月8日 - 12日、六行会ホール） - ミカエル吉岡 役[23]
- GORIZO STAGE Vol.5「コマネ～ア！」（2022年7月13日 - 18日、シアターグリーン Box in BOX THEATER）- 姉さん 役[24]
- メディリリ serious-vol.1 「シカク」（2022年8月10日 - 14日、シアター風姿花伝）- 看護師 役（8/13昼公演のみ 女 役）
- 松本稽古企画公演『ココロ踊ル』supported by ENG vol.1 「ダンスピアの消失」（2022年11月9日 - 13日、六行会ホール） - ルナルナ 役[25]
- メディリリ vol.2 「7DAYS-特殊能力捜査班-」（2022年12月21日 - 25日、大塚萬劇場）- 月城華 役（第１回カンゲキ大賞 大賞受賞作品）

2023年
- ENG vol.17「missing〜混血のハッシュタグ〜」（2023年3月8日 - 12日、六行会ホール） - フェリシティ・ド・パパバシリオ 役[26]
- メディリリ vol.3 「ピンクパンサーにご注意を」（2023年5月5日 - 21日、池袋・シアターKASSAI）- 芥川茶々(チャガワチャチャ) 役
- ヨビゴエ vol.1 舞台「異説・狂人日記」（2023年7月12日 - 16日、CBGKシブゲキ!!）[27]
- ENG vol.14「ヨリソウ重力(ENG改定版)」（2023年8月16日 - 20日、吉祥寺シアター）- 成田亜希子 役[28]
- ナミプロvol.5 「ガクヤ」（2023年9月12日 - 17日、劇場HOPE）- 女優A(朱田夏子)役[29]
- 三年物語Neo 「塩さえ送れりゃそれでいい」（2023年10月6日 - 9日、下北沢亭） - 諏訪姫・長尾家母上 役
- メディリリ vol.4 「南阿佐ヶ谷姉妹物語feat.まむおじ」（2023年12月27日 - 31日、大塚萬劇場）- うり 役

2024年
- ENG10周年記念公演「FROG〜新選組寄留記〜」（2024年3月20日 - 24日、六行会ホール） - 時田ツカサ 役[30][31]
- H･B･P presents カガミ想馬プロデュース 熱海殺人事件 4作品同時公演2024 「水野朋子物語」（2024年4月17日 - 30日、サンモールスタジオ） - 水野朋子 役
- ENG10周年記念公演第二弾 「Rock in the 本能寺」（2024年5月22日 - 26日、六行会ホール） - お菊 役[32]
- カガミ想馬プロデュース イリクラ2024（2024年7月18日 - 21日、六行会ホール） - 横川 役[33]
- ENG第21回公演 「missing 〜ドラゴンズ・バックへの歩調〜」（2024年8月21日 - 25日、六行会ホール） - マルグリット・ド・ピコリ 役[34]
- 松本稽古企画公演『ココロ踊ル』supported by ENG vol.2 「まうしずむ」（2024年11月13日 - 17日、六行会ホール） - 砂川シヅ 役[35]
- ゆりたろ企画 ド年末にすみません公演 「サンタバトルロイヤル」（2024年12月30日 - 31日、スタジオあくとれ） - 葵 役

2025年
- 党首生誕祭2025 ダンス朗読劇 「7人の中野裕理」（2025年2月1日、木星劇場） - 中野裕理 役
- 「CHICACO 2025」（2025年2月14日 - 23日、中目黒キンケロ・シアター） - Tatamiチーム 森本真由美(不動産屋主任) 役[36]
- ENG vol.22 「九龍の玉漿」（2025年3月19日 - 23日、六行会ホール） - フーグー 役[37]
- 中野裕理Ｘ梅田悠Ｘエリザベス・マリー presents 【yumerry】 「シグナリズム」（2025年6月6日 - 7日、音部屋スクエア） - ラヴィ 役
- ENG vol.23 「ENGRAVE DREAMS」（2025年7月2日 - 6日、六行会ホール） - クルリ／裕奈 役[38]

### テレビ
- テレビ東京「しにがみのバラッド」第12話（2007年1月）
- TBS「絶対零度〜特殊犯罪潜入捜査〜」第2話（2010年4月）
- TBS「獣医ドリトル」（2010年10月）
- TBS「JIN-仁-」完結編(第二期) 第4話（2011年4月） - 恵姫女中 役

### LIVE・イベント
- 2006年6月 スタジオクリエイト『ＳＰＡＲＫＬＩＮＧ』
- 2011年7月『Legend Tokyo』Ｃ.Ｃ.レモンホール
- 2012年8月 VOCALOID パーティーライブイベント『Colorful World』
- 2012年10月『TECHNO BREAK -2012 AUTUMN-』
- 2016年11月『タンペン。振り返りトークイベント』 かもめ座
- 2016年12月『Secound you sleep』DVD販売イベント いざ！五色沼へ！ 阿佐ヶ谷ロフト
- 2017年2月 『SLeeVe-RefRain 〜スリーヴ・リフレイン』DVD販売イベント百鬼夜行番外編２～小豆小僧が生まれた日～阿佐ヶ谷ロフト
- 2017年8月 撃団6番シードのツキイチ！8月号『藤堂瞬の好きにさせてよ！2017夏』 ステージカフェ下北沢亭
- 2017年12月（仮）帰ってきた『な・か・い・ちゃんイベント』 絵空箱
- 2017年12月 TTT2017CDL 大晦日年越しイベント
- 2018年2月3日 『中野裕理演劇活動15周年記念生誕祭』 木星劇場
- 2018年5月19日『クレプトキング』DVD販売イベント 盗まれた心、思い出せ！ 阿佐ヶ谷ロフト
- 2018年11月18日 中野裕理＆民本しょうこプロデュースカフェイベントvol.1「池袋だけど南阿佐ヶ谷姉妹に会いに行こう」池袋カジュアライズ
- 2019年1月26・27日「平成最後の誕生日会」恵比寿space29
- 2019年3月21日 中野裕理＆民本しょうこプロデュースカフェイベントvol.2「南阿佐ヶ谷姉妹とボケを見る会」御徒町 Cafe Rose
- 2019年10月26日「ENG振り返りイベント」阿佐ヶ谷ロフト
- 2019年10月26日『Secound you sleep』DVDBlu-ray発売記念イベント「いざ！五色沼へ！」 阿佐ヶ谷ロフト
- 2019年11月16・17日 ･･･やっと帰ってきた『な・か・い・ちゃんイベント』 Studio BLANZ
- 2019年12月31日 隣のきのこちゃんカウントダウンイベント 〜年忘れ！キノコタッグトーナメント！？〜シアターKASSAI大会 池袋・シアターKASSAI
- 2020年2月3日 バースデーイベント『YURINGI NEVER LAND』ミューズ音楽院
- 2020年2月16日 ENG ラストスマイルDVD Blu-ray発売記念イベント「飲めや歌えやラストスマイル」阿佐ヶ谷ロフト
- 2020年7月28日劇団山本屋20周年記念公演『ハイイロノクロ』Live stream theater無観客・特別生配信イベント「Alive of Haiiro No Kuro」
- 2021年1月23日 「UZRまったり会」（ゲスト出演） アース・シー・スカイスタジオ
- 2021年2月2日〜7日 ぼくらの7日間生誕祭（バースデーイベント）（TwitCastingプレミア配信イベント）
- 2021年4月11日 「UZRまったり会」（ゲスト出演） 恵比寿スペース29
- 2021年4月17日・18日 メディリリプレゼンツ〜7日間生誕祭サドンデス編〜　江戸川橋「絵空箱」
- 2021年4月25日・29日 アイガク！春フェス・オンライン2021 ＭＣ出演（ライブ配信）
- 2021年6月27日 【youtube公開】 2.5次元舞台×約束のネバーランド　踊ってみた（コスプレ/オリジナル振付）[39]
- 2021年7月10・11日 そろそろじゃない？『な・か・い・ちゃんイベント』 高島平バルスタジオ
- 2021年8月1日 『ツバメの幸福会』 下北沢亭
- 2021年8月9日 ENG夏のイベント祭り『ほんとうにかくの？イベント』 池袋・シアターKASSAI
- 2021年8月10日 ENG夏のイベント祭り『ハイドクナイフイベント』 池袋・シアターKASSAI
- 2021年8月11日 ENG夏のイベント祭り『オープニングダンス祭』 池袋・シアターKASSAI
- 2021年8月12日 ENG夏のイベント祭り『ENGプレゼンツ舞台ドラフト会議』 池袋・シアターKASSAI
- 2021年8月13日 ENG夏のイベント祭り『探偵なのに イベント』 池袋・シアターKASSAI
- 2021年8月14日 ENG夏のイベント祭り『missing〜強がり彼氏と食べちゃう彼女〜 イベント』 池袋・シアターKASSAI
- 2021年8月15日 ENG夏のイベント祭り『クレプトキング2 先行イベント』 池袋・シアターKASSAI
- 2021年8月15日 ENG夏のイベント祭り『ENGベストアルバム『桜』発売記念イベント』 池袋・シアターKASSAI
- 2021年9月11日 わかゆり企画『わかゆりと遊ぼう 食欲の秋編/読書の秋編』（TwitCastingプレミア配信イベント）
- 2021年10月9日 ENG『クレプトキング上映会』：進行役
- 2021年11月23日 メディリリ企画『かんの祭り』（江戸川橋絵空箱，TwitCastingプレミア配信イベント）
- 2022年2月21日メディリリ企画『7DAYSプロジェクトイベント』（江戸川橋絵空箱)
- 2022年2月26日 DANCE CLUB DisGOONieS ~FIRST VOYAGE~ DAY4 - ゲスト出演[40]
- 2022年4月8日～4月10日～メディリリ企画『7DAYS-特殊能力捜査班-第1～3話-』（TwitCastingプレミア配信）
- 2022年5月15日 松木わかは BIRTHDAY EVENT2022  高島平バルスタジオ
- 2022年6月18日・19日 メディリリ企画『7DAYS-特殊能力捜査班-第1～3話-』上映会  下北沢亭
- 2022年8月21日 アラサー女子と神、居候 上映会イベント ゲスト出演  下北沢亭
- 2022年12月30日 「UZRまったり会」（ゲスト出演） 高島平バルスタジオ
- 2023年2月10日 地中海でフォー企画『誕生日お祝い配信-地中海村からお届け-』（TwitCastingプレミア配信）
- 2023年2月11日 地中海でフォー企画『みんなで伊勢神宮を参拝しよう！！』
- 2023年2月18日  !ll nut up fam『M!X』（ゲスト出演） studio ZAP!
- 2023年2月19日 門野翔 BIRTH OF SHOWTIME 33TH『RE:』（ゲスト出演）オクターヴハウス・イベントスタジオ
- 2023年4月1・2日 待ってました『な・か・い・ちゃん』イベント 北池袋 新生館シアター
- 2023年10月28日 青柳総長会「仏恥義理」 ゲスト出演  赤坂CHANCEシアター
- 2024年1月21日 3GEEKSきまぐれイベント「好きなものつめあわせた！」 ゲスト出演  北池袋 新生館シアター
- 2024年2月10日 Cru ワンマンライブ 「WORLD～ようこそ世界の入り口へ～」 ゲスト出演(ダンサー)・振付  五反田G+
- 2024年2月24日 『なかいちゃん しょ』イベント 下北沢亭
- 2024年5月12日 松木わかは BIRTHDAY event（ゲスト出演）北池袋アズールカフェ
- 2024年6月1日 「gagap」 DVD,Blu-ray発売記念イベント「思い出し速度違反」 新宿LOFTプラスワン
- 2024年6月22,23日 「南阿佐ヶ谷姉妹feat.まむおじ」DVD発売記念イベントLIVE」 歌舞伎町Sparkle
- 2024年9月21,22日 FROG新選組寄留記」DVD.Blu-ray発売記念イベント『そうだ、幕末の京へまた行こう』 新宿LOFTプラスワン
- 2024年9月28日 『なかいちゃん家へようこそ』イベント ハウススタジオカサブランカ
- 2025年3月29日 『なかいちゃんバスツアー』 (鎌倉)
- 2025年4月12日 Cru/栗生みな ワンマンライブ 『おいでな‼︎』 ホクト文化ホール(長野県民文化会館)中ホール - ダンサー出演
- 2025年5月17日 人狼型即興劇イベント『 邪悪を暴け！King & Assassin vol.7 』 下北沢亭
- 2025年6月15日 『わんわん大集合！VOL.5 わんダフルバースデー2025』  フォルテ・オクターヴハウス イベントスタジオ
- 2025年7月20日 『ウチクリ准教授の演劇研究室〜夏期特別招待講習〜【女優論A】』  レインボー赤羽スタジオ

### ラジオ
- 2017年10月 レインボータウンＦＭ「Ｗeekend Fun!」 告知ゲスト

### MV
・石戸なつみ「STK」（2020年7月）

## 振付・演出作品

### 舞台
- アルファステージ「アイランドインザサン」（2011年5月14日 - 15日、池袋・シアターグリーンBOX in BOX THEATER） - 振付
- トキエンタテインメント「踊るOH!遊戯」（2013年7月11日 - 15日、横浜相鉄本多劇場） - 振付
- team静春「わんだーきゃっと[42]」（2013年7月12日 - 14日、王子・MON☆STAR） - 振付
- 朝倉薫演劇団「遥かなるミドルガルズ[43]」（2013年8月21日 - 25日、新宿シアターブラッツ） - 振付
- ENG「THRee’S[スリーズ][44]」（2014年9月10日 - 15日、笹塚ファクトリー） - 振付
- tokinoko presents「 隣のきのこちゃん」（2015年2月5日 - 8日、上野ストアハウス） - 企画、演出、振付
- アリスインプロジェクト「ハイスクールミレニアム2015[8]」（2015年12月16日 - 20日、六行会ホール） - 振付
- d-contents「レプリカ[45]」（2016年1月13日 - 17日、笹塚ファクトリー） - 振付
- tokinoko presents「隣のきのこちゃんpart2〜プロポーズはオドローゼ〜[46]」（2016年3月9日 - 13日、池袋・シアターKASSAI） - 企画、演出、振付
- ENG「Second you sleep 〜セカンドユースリープ〜[47]」（2016年5月18日 - 23日、上野ストアハウス） - 振付
- DMF/ENG「SLeeVe-RefRain 〜スリーヴ・リフレイン[48]」（2016年8月17日 - 22日、六行会ホール） - 振付
- tokinoko「隣のきのこちゃんpart3〜マルナゲドン〜[49]」（2016年12月28日 - 2017年1月5日、池袋・シアターKASSAI） - 企画、演出、振付
- レジェンドステージ「舞台イケメン戦国 THE STAGE～真田幸村編～[50]」（2017年4月19日 - 23日、銀座・博品館劇場） - 振付
- わんぱく彩「リトルマン・メイト」（2017年5月17日 - 21日、新宿村LIVE） - 演出
- ENG「メトロノウム[51]」（2017年6月28日 - 7月3日、日暮里d-倉庫） - 振付
- アリスインプロジェクト「バックイン・ミレニアム」（2017年8月9日 - 16日、新宿村LIVE） - 振付
- DMF/ENG「クレプトキング[52]」（2017年11月15日 - 20日、六行会ホール） - 振付
- ENG「ロスト花婿[53]」（2018年3月16日 - 25日、池袋・シアターグリーンBIG TREE THEATER） - 振付
- Bobjack&隣のきのこちゃん「隣のボブジャックときのこちゃんシアター〜ノッキンオンヘブンズきのこ〜」（2018年5月1日 - 6日、池袋・シアターKASSAI） - 企画、演出、振付
- ENG「山茶花」（2018年6月6日 - 10日、池袋・シアターグリーンBIG TREE THEATER） - 振付
- tokinoko presents「隣のきのこちゃん4〜すもうでむぼうなかれらは大統領とスモウ?!〜」（2019年2月20日 - 3月3日、両国・本所松坂亭劇場） - 企画、演出、振付
- ENG「Second you sleep 〜セカンドユースリープ〜」（2019年4月17日 - 28日、日暮里d-倉庫） - 振付
- DMF/ENG「LAST SMILE -ラストスマイル-」（2019年8月23日 - 9月1日、池袋シアターグリーンBIG TREE THEATER） - 振付
- ENG「探偵なのに」（2019年10月9日 - 15日、池袋・シアターグリーンBIG TREE THEATER） - 振付
- tokinoko presents「隣のきのこちゃん5 〜革命VS革命 目指せ男性モブ化計画〜」（2019年12月26日 - 31日、池袋・シアターKASSAI）- 企画、演出、振付
- DMF/ENG vol.7「ハイドクナイフ[16]」（2020年10月7日 - 11日、六行会ホール） -  振付
- ENG vol.12「ほんとうにかくの？」（2020年12月23日 - 28日、池袋・シアターグリーンBIG TREE THEATER） - 振付
- ENG vol.13「missing〜強がり彼氏と食べちゃう彼女〜」（2021年3月10日 - 14日、六行会ホール） - 振付
- feather stage「THE END OF 通勤急行大爆破[18]」Aチーム（2021年5月29日 - 6月6日、池袋・シアターKASSAI） - 振付
- メディリリ vol.1 「まむかいのおじさん」（2021年12月24日 - 12月29日、下北沢ｂ１）- 企画、演出、振付
- ENG vol.15「ロスト花婿」（2022年6月8日 - 12日、六行会ホール） - 振付
- GORIZO STAGE Vol.5「コマネ～ア！」（2022年7月13日 - 7月18日、シアターグリーン Box in BOX THEATER）- 振付
- メディリリ serious-vol.1 「シカク」（2022年8月10日 - 8月14日、シアター風姿花伝）- プロデューサー
- ENG vol.16「S.O.S（エスオーエス）～save our souls～」（2022年9月21日 - 25日、中目黒キンケロシアター） - 振付
- メディリリ vol.2 「7DAYS-特殊能力捜査班-」（2022年12月21日 - 25日、大塚萬劇場）- プロデューサー・ダンス振付（第１回カンゲキ大賞 大賞受賞作品）
- ENG vol.17「missing〜混血のハッシュタグ〜」（2023年3月8日 - 12日、六行会ホール） - 振付
- メディリリ vol.3 「ピンクパンサーにご注意を」（2023年5月5日 - 21日、池袋・シアターKASSAI）- プロデューサー
- ENG vol.14「ヨリソウ重力(ENG改定版)」（2023年8月16日 - 20日、吉祥寺シアター）- 振付[54]
- プリズン DE ベイビー（2023年9月6日 - 10日、池袋・シアターKASSAI) - 振付[55]
- ENG vol.18「gagap」（2023年11月22日 - 26日、池袋・シアターグリーンBIG TREE THEATER）- 振付
- メディリリ vol.4 「南阿佐ヶ谷姉妹物語feat.まむおじ」（2023年12月27日 - 31日、大塚萬劇場）- プロデューサー、企画、演出、振付
- ENG10周年記念公演「FROG〜新選組寄留記〜」（2024年3月20日 - 24日、六行会ホール） - 振付
- ENG10周年記念公演第二弾 「Rock in the 本能寺」（2024年5月22日 - 26日、六行会ホール） - 振付
- ENG vol.22 「九龍の玉漿」（2025年3月19日 - 23日、六行会ホール） - 振付
- 中野裕理Ｘ梅田悠Ｘエリザベス・マリー presents 【yumerry】 「シグナリズム」（2025年6月6日 - 7日、音部屋スクエア）  - 振付
- ENG vol.23 「ENGRAVE DREAMS」（2025年7月2日 - 6日、六行会ホール） - 振付[38]